# Mica

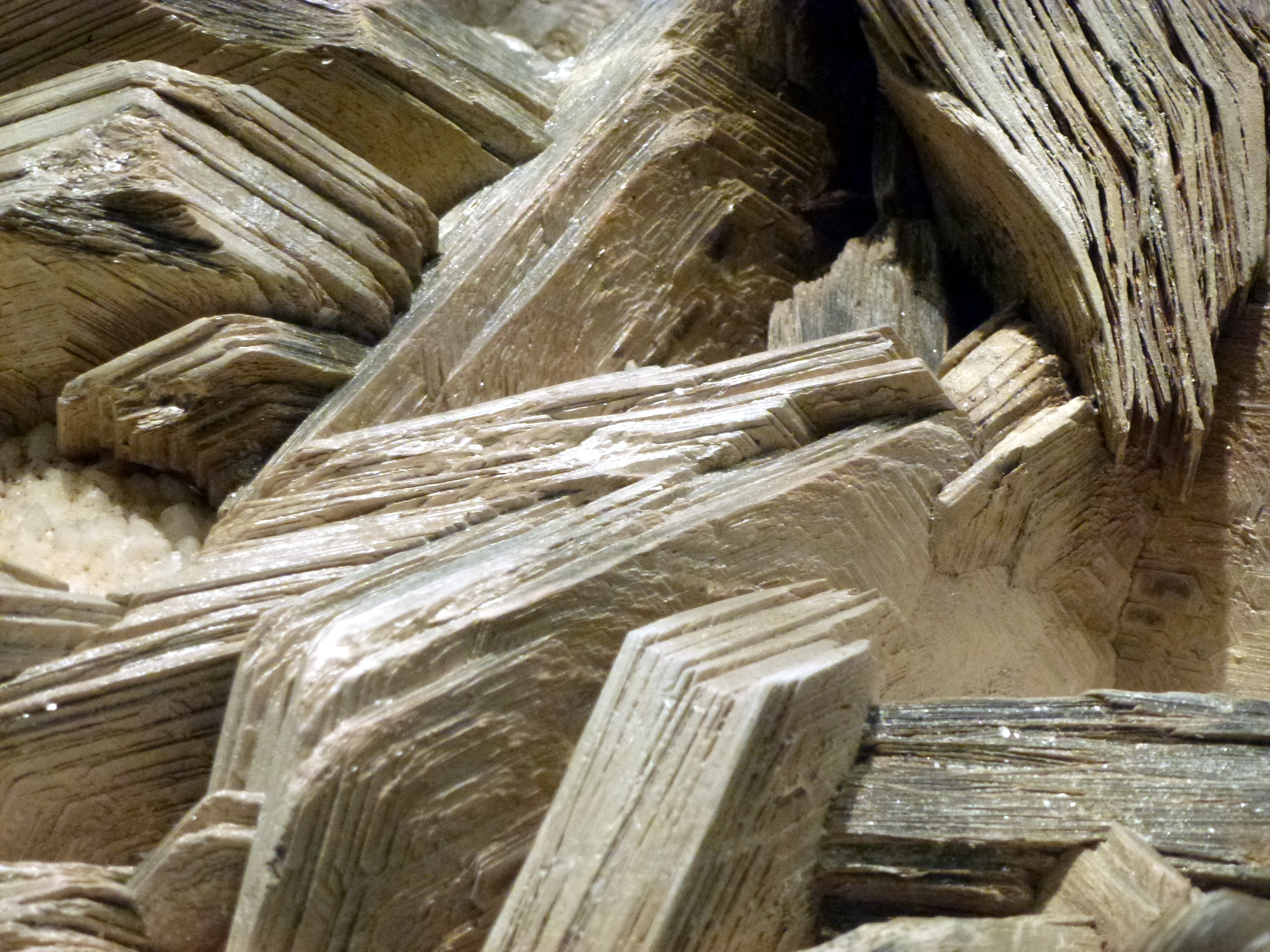
Mica

Mica of glimmer is een grote groep mineralen waarvan de kristallen perfect splijten in zeer dunne elastische vlakken. Het wordt verwerkt in een brede groep van consumentenproducten en in de industrie.

## Samenstelling en structuur
Deze mineralen zijn fylosilicaten met de molecuulformule (AB2-3X,Si)4O10(O,F,OH)2 waarin:
- A staat meestal voor kalium, maar kan ook natrium, calcium, barium of cesium zijn.
- B kan aluminium, lithium, ijzer, zink, chroom, vanadium, titanium, mangaan en magnesium bevatten.
- X is meestal aluminium, maar kan ook beryllium, boor of ijzer 3+ zijn.

Alle mica's kristalliseren uit in het monokliene kristalstelsel. Heel wat micamineralen lijken een zeszijdige kristalvorm te hebben, maar dit zijn in feite geen echte zeshoeken, ze zijn alleen aan de buitenkant zeszijdig. Analyse, meestal aan de hand van röntgendiffractie, zal steeds laten zien dat dergelijke kristallen een monoklien kristalstelsel hebben.

## Voorkomen
Mica's vormen een belangrijk gesteentevormend onderdeel van felsische vulkanische gesteenten, zoals graniet en ryoliet. Muscoviet en biotiet zijn daarin de belangrijkste mica's. In metamorfe gesteenten, groenschisten bijvoorbeeld, komt ook chloriet voor. Bij erosie van deze gesteenten worden de mica's getransporteerd en verweren ze vrij gemakkelijk tot kleimineralen.

### Veel voorkomende mica's
Mica's komen vrij veel voor en in vele verschillende samenstellingen. De meest voorkomende mica's zijn:
- Muscoviet (A = K+; B = Al3+ ; X = Al3+) KAl2(AlSi3)O10(OH)2.
- Biotiet (A = K+; B = Mg2+ en/of Fe2+; X = Al3+) K(Mg,Fe2+)3AlSi3O10(OH,F)2
- Glauconiet (A = K+ en/of Na+; B = Fe3+, Al3+ of Mg2+; X = Al3+) (K,Na)(Fe3+,Al,Mg)2(Si,Al)4O10(OH)2
- Chloriet (A, B = Mg2+, Fe2+, Ni2+, Mn2+ met soms andere cationen; X = Si4+ en/of Al3+)
- Lepidoliet (A = K+, B = Li+, X = Al3+) KLi2AlSi4O10F(OH)
- Flogopiet (A = K+, B = Mg2+, X = Al3+) KMg3AlSi3O10F(OH)
- Zinnwaldiet (A = K+ en/of Li+, B = Fe2+; X = Al3+)
- Celadoniet (A = K+, B = Mg2+ en/of Fe2+, X = Fe3+ en/of Al3+)
- Paragoniet (A = Na+, B = Al3+, X = Al3+) NaAl3Si3O10(OH)2

Bladsplijters zijn mineralen die een blad- tot plaatvormige, een tabulaire of lamellaire kristalvorm hebben. Het komt er in de praktijk op neer dat daar mineralen van de micagroep onder worden verstaan.

## Industriële toepassingen
Mica is bestand tegen constante temperatuur van 550 °C (smeltpunt ca. 1250 °C) en is bovendien enigszins tot volledig doorzichtig, afhankelijk van de kwaliteit. Het materiaal werd daarom vooral vroeger gebruikt als venster in een kolenkachel en in petroleumkachels. Door het kleine ruitje van mica was te zien of de kolen nog brandden.
Mica heeft aan het begin van de 21e eeuw nog steeds industriële toepassingen in condensatoren vanwege de grote diëlektrische constante. Mica is vooral nuttig bij kabels die tegen brand bestand moeten zijn. Door het gebruik van mica wordt kortsluiting dan voorkomen. Voorbeelden van deze toepassingen zijn in noodverlichting in gebouwen of op schepen. Daarnaast worden mica-isolatieplaatjes nog steeds toegepast als elektrische- en temperatuur-isolatie van elektrische weerstanden en transistors.
Verder wordt mica nog gebruikt als glasbescherming voor kijkglazen en transparante peilglazen die op hogedruk- en stoomketels zitten in de chemische en petrochemische industrie. Een dun helder micaplaatje beschermt het glas tegen erosie.
In verf voor wegmarkeringen, maar ook in roestwerende verfstoffen en metallic lakken, bijvoorbeeld autolakken, wordt micapoeder gebruikt. Daarnaast wordt micapoeder ook gebruikt als hulpstof en vulstof in bijvoorbeeld kunststoffen, gips en cement.
Mica wordt in een geigerteller gebruikt als venster waardoor alfastraling in de GM-buis kan komen.

## Toepassingen in consumentenproducten
Sommige merken tandpasta gebruiken witte mica in poedervorm. Dit polijst het tandoppervlak en geeft een als prettig ervaren glinstering aan de pasta. De reflecterende eigenschappen van mica's worden benut in bijvoorbeeld haarlak, lippenstift en oogschaduw.
Een zeer brede toepassing is het gebruik in smartphones, laptops, computers en andere producten waar een printplaat in zit.
Mica wordt gebruikt om verwarmingselementen van te maken door het met weerstandsdraad te omwikkelen, zoals voor gebruik in broodroosters.

## Winning en export
Belangrijke exportlanden zijn Brazilië, India, Sri Lanka, Pakistan, China en Madagaskar. Een groot deel van de mijnbouw is illegaal en het zware werk in de mijnbouw wordt vaak door kinderen gedaan. China beheerst de productieketen in Madagaskar, waar het de grondstof opkoopt bij de bevolking die daar in de mijnen werkt, het naar China exporteert en aldaar verwerkt. De Verenigde Staten is het land met het grootste gebruik van mica. 

## Synthetische mica
Er bestaat ook synthetische mica. Producenten bevinden zich onder andere in de Verenigde Staten en China. Dit product met de soortnaam Micaniet bestaat uit 90% micapoeder vermengd met 10% kunstharsbindmiddel, dat tot plaatmateriaal wordt verwerkt. Dit materiaal heeft een zilvergrijze kleur en is niet doorzichtig, maar heeft wel een hoge diëlektrische weerstand. Er worden ook ringen, buizen, busjes en allerlei vormstukken van gemaakt.

## Gezondheid
Het wordt als gevaarlijk beschouwd wanneer micastof boven een bepaalde concentratie aan de luchtwegen wordt blootgesteld. Een niveau van 1.500 mg/m3 is gevaarlijk voor de volksgezondheid. Er is in de Verenigde Staten een wettelijke limiet aan de maximale concentratie gesteld van 706.720.000 deeltjes per kubieke meter gedurende een werkdag van acht uur. 